# Gambling
Gambling er væddemål og spil om penge, eller andre ting af økonomisk værdi. Spillene kan enten være hasardspil, hvor vinderen bestemmes rent tilfældigt, eller dygtighedsspil hvor spillerens evner har betydning (fx poker).
Typisk afgøres udfaldet indenfor en relativ kort tidshorisont, men dette behøver dog ikke nødvendigvis at være tilfældet.
Ved gambling er der altid en usikkerhed om udfaldet af det, man har spillet om.
Ordet er lånt fra engelsk.

## Eksterne links
- Center for Ludomani
- SKAT.dk / Spillemyndigheden – The Danish Gambling Authority Arkiveret 25. januar 2012 hos  Wayback Machine

| Spil | Spire Denne artikel om spil eller lege er en spire som bør udbygges. Du er velkommen til at hjælpe Wikipedia ved at udvide den. |